# Салаи, Адам
А́дам Са́лаи (венг. Szalai Ádám; 9 декабря 1987, Будапешт, Венгрия) — венгерский футболист, нападающий. Выступал за сборную Венгрии.

## Клубная карьера
Выступал за молодёжные команды «Гонведа», «Уйпешта» и «Штутгарта». В сезоне 2006/07 выступал за «Штутгарт II» в Регионаллиге. Всего за «Штутгарт II» Адам провёл 33 матча и забил 15 мячей.
В августе 2007 года Салаи перешёл в клуб «Реал Мадрид Кастилья», резервную команду мадридского «Реала». Сумма трансфера составила 500 тысяч евро.
9 января 2010 года «Реал» отдал Адама в полугодичную аренду в «Майнц 05». В новом клубе Салаи дебютировал 16 января 2010 года в матче против леверкузенского «Байер 04». Первый гол за «Майнц 05» Адам забил 10 апреля 2010 года в матче против дортмундской «Боруссии» (1:0). После истечения срока аренды «Майнц 05» выкупил права на футболиста у «Реала», подписав с Салаи контракт до 2013 года. Летом 2012 года Салаи продлил контракт с «Майнцем» до 2015 года. 27 октября 2012 года в матче против «Хоффенхайм» он сделал первый хет-трик за «05-х». 10 февраля 2013 года в матче против «Аугсбурга» Салаи забил свой 12-й гол в сезоне 2012/13, став самым забивным венгерским бомбардиром в течение одного сезона Бундеслиги. 30 марта 2013 года Салаи в матче против «Вердера» забил самый быстрый гол в истории Бундеслиги (на 13-й секунде), играя за команду, которая не разводила мяч в начале игры.
27 июня 2013 года Салаи за 8 миллионов евро перешёл в «Шальке 04», подписав контракт до 2017 года. 4 июля 2014 года Салаи перешёл в «Хоффенхайм» и подписал контракт с клубом до 2018 года.

## Международная карьера
В сборной Венгрии дебютировал 11 февраля 2009 года в товарищеском матче против Израиля. Первые голы за сборную забил 8 октября 2010 в матче против Сан-Марино, оформив хет-трик.
| Голы Салаи за сборную Венгрии | Голы Салаи за сборную Венгрии | Голы Салаи за сборную Венгрии | Голы Салаи за сборную Венгрии | Голы Салаи за сборную Венгрии | Голы Салаи за сборную Венгрии                     |
| №                             | Дата                          | Соперник                      | Счёт                          | Голы Салаи                    | Соревнование                                      |
| ----------------------------- | ----------------------------- | ----------------------------- | ----------------------------- | ----------------------------- | ------------------------------------------------- |
| 1                             | 8 октября 2010                | Сан-Марино                    | 8:0                           | 3                             | Отборочный матч чемпионата Европы по футболу 2012 |
| 2                             | 12 октября 2010               | Финляндия                     | 2:1                           | 1                             | Отборочный матч чемпионата Европы по футболу 2012 |
| 3                             | 29 февраля 2012               | Болгарии                      | 1:1                           | 1                             | Товарищеский матч                                 |
| 4                             | 7 сентября 2012               | Андорра                       | 5:0                           | 1                             | Отборочный матч чемпионата мира по футболу 2014   |
| 5                             | 16 октября 2012               | Турция                        | 3:1                           | 1                             | Отборочный матч чемпионата мира по футболу 2014   |
| 6                             | 14 октября 2014               | Фарерские острова             | 1:0                           | 1                             | Отборочный матч чемпионата Европы по футболу 2016 |
| 7                             | 14 июня 2016                  | Австрия                       | 2:0                           | 1                             | Матч чемпионата Европы по футболу 2016            |
| 8                             | 7 октября 2016                | Швейцария                     | 2:3                           | 2                             | Отборочный матч чемпионата мира по футболу 2018   |
| 9                             | 10 октября 2016               | Латвия                        | 2:0                           | 1                             | Отборочный матч чемпионата мира по футболу 2018   |
| 10                            | 13 ноября 2016                | Андорра                       | 4:0                           | 1                             | Отборочный матч чемпионата мира по футболу 2018   |
| 11                            | 31 августа 2017               | Латвия                        | 3:1                           | 1                             | Отборочный матч чемпионата мира по футболу 2018   |
| 12                            | 23 марта 2018                 | Казахстан                     | 2:3                           | 1                             | Товарищеский матч                                 |
| 13                            | 15 октября 2018               | Эстония                       | 3:3                           | 2                             | Матч Лиги наций УЕФА 2018/2019                    |
| 14                            | 15 ноября 2018                | Эстония                       | 2:0                           | 1                             | Матч Лиги наций УЕФА 2018/2019                    |

Итого: 51 матч / 18 голов.